# روبرت كامينغز (مجدف)
روبرت كامينغز (بالإنجليزية: Robert Arthur Cummings)‏ هو مجدف أسترالي، ولد في 19 مايو 1899 في جسر موراي في أستراليا، وتوفي في 26 مايو 1969 في أديلايد في أستراليا.

## وصلات خارجية
- روبرت كامينغز على موقع الاتحاد الدولي للتجديف (الإنجليزية)
- روبرت كامينغز على موقع أوليمبيديا (الإنجليزية)